# 니코메데스 4세 필로파토르
니코메데스 4세 필로파토르(고대 그리스어: Νικομήδης Φιλοπάτωρ)는 기원전 94년경부터 기원전 74년까지 재위한 비티니아의 왕이다. 비티니아의 니코메데스 3세의 첫째 아들이자 후계자이다.

## 생애
헤라클레이아의 멤논은 니코메데스 4세가 니사 사이에서 태어난 니코메데스 3세의 아들이라 하였고, 그라니우스 리키니아누스에 따르면 그는 아리스토니카라는 이름의 첫 번째 부인 사이에서 가진 니코메데스 3세의 아들이며, 그라니우스 리키니아누스는 그가 태어나고 어머니가 9일 만에 사망했다고 하였다. 니코메데스 4세는 아버지의 재혼한 부인인 니사 사이에서 태어난 배다른 형제 3명과 아버지의 첩 하그네 사이에서 태어난 배다른 형제 소크라테스 크레스투스, 신원 미상의 여인에서 태어난 추정 상의 형제 필라이메네스 3세가 있었다.
그의 재위는 아버지가 죽으면서 시작됐다. 재위 초기 몇 년은 상대적으로 평화로웠으나, 로마 공화정 후기 기간 로마의 최대의 적수 중 하나였던 폰토스의 미트리다테스 6세 (니코메데스 4세의 외숙부)가 비티니아의 국경에 해를 가하기 시작했다.
니코메데스 4세의 형제 소크라테스 크레스투스는 미트리다테스 6세의 도움을 받아 기원전 90년 니코메데스 4세의 군대를 격퇴했고, 니코메데스 4세는 이탈리아로 망명을 갈 수밖에 없었다. 그는 재위 당시 로마의 영향력 덕에 마니우스 아퀼리우스에 의해 복원되었다. 아퀼리우스는 니코메데스 4세가 미트리다테스 6세의 영토를 침입하도록 부추기며, 미트리다테스 6세가 기원전 88년 다시 한번 보복을 하도록 유도했다. 니코메데스 4세는 다시 한번 로마로 도망쳤다. 미트리다테스는 비티니아와 로마의 아시아 속주를 침입하여 정복하며, 제1차 미트리다테스 전쟁이 시작됐다.
동방 지역은 로마에 있어 풍부한 금과 은을 제공해주는 곳으로 여겨졌다. 따라서, 영향력 있던 로마의 두 인사 가이우스 마리우스 그리고 집정관 루키우스 코르넬리우스 술라는 이 지역의 지휘권을 노렸다. 로마로 진격해 마리우스를 추방해버리고 난 뒤, 술라는 동방으로 넘어가 3년이 넘는 기간 몇 차례 미트리다테스 6세와 격돌했고, 마침내 기원전 85년 미트리다테스 6세가 강화를 요청해, 막대한 배상금을 지불하고 폰토스에서 왕위 유지를 허용받았다.
니코메데스 4세는 기원전 84년 비티니아 왕위에 복위했다. 상대적으로 평화로운 시기가 흘렀으며, 그럼에도 비티니아는 더욱 더 로마의 지배 하에 놓이게 됐다. 기원전 80년, 젊은 시절의 가이우스 율리우스 카이사르는 니코메데스 4세 궁정의 대사로 있었다. 카이사르는 비티니아의 자원을 사용해 함대를 징발하기 위해 보내진 것이었으나, 니코메데스와 너무 오랜 기간을 머무르며 이들 사이 성적 관계에 대한 소문이 대두되어, 카이사르는 ‘비티니아의 여왕’이라는 모욕적인 별명으로 불리게 되었으며, 이 칭호는 훗날 그의 정적들이  이용하였다. 카이사르의 갈리아 개선식 당시, 유행한 노래가 이렇게 시작했는대 "Gallias Caesar subegit, Caesarem Nicomedes," (카이사르가 갈리아인들을 무릎 굽히고, 니코메데스가 카이사르를 무릎 굽힌다), 이는 카이사르가 성적 관계에서 수동적인 삽입되는 역할이었음을 암시한다.
성적 관계가 실존했는지 아니면 그의 정적들이 꾸며낸 건지는 확실치 않으나, 카이사르는 이에 대해 격렬히 부정했었다.
비티니아의 왕으로서 그의 마지막 행위 중 하나로, 기원전 74년에 니코메데스 4세는 비티니아 왕국 전체를 로마에 증여해주었다. 로마 원로원은 빠르게 비티니아를 새로운 속주로 승인하였다. 로마의 오랜 적수 폰토스의 미트리다테스 6세는 비티니아에 대한 계획을 갖고 있었고, 니코메데스의 죽음 및 증여가 제3차 미트리다테스 전쟁으로 이어지게 되었다.

## 같이 보기
- 아탈로스 3세

## 참고 문헌
- 수에토니우스의  '황제전': "카이사".
- 윌리엄 스미스 (editor); Dictionary of Greek and Roman Biography and Mythology: "Nicomedes III" (erroneously called so), Boston, (1867).
- B. C. McGing, The foreign policy of Mithridates VI Eupator, King of Pontus, BRILL, 1986

| 작위                | 작위                           | 작위               |
| ------------------- | ------------------------------ | ------------------ |
| 이전 니코메데스 3세 | 비티니아의 왕 기원전 94년–74년 | 로마 공화정에 합병 |